# Nicole Van Opstal
Nicole Van Opstal is een Belgische programmamaakster en presentatrice bij radio Klara.
Nicole Van Opstal begon haar loopbaan bij de VRT als muzieksamenstelster op Radio 1, onder meer voor het actualiteitenmagazine Voor de dag.
In 1995 kon ze aan de slag gaan bij Radio 3, de voorloper van Klara. Ze presenteerde er onder meer De Ring van Möbius, Podium, Polyfonie, Café Zimmermann en Boetiek Klassiek.
Daarnaast was ze een tiental jaar leerkracht AMC en Muziekgeschiedenis aan de Academie voor Muziek en Woord in Willebroek.

## Studies
- Licenciate in de musicologie, Katholieke Universiteit Leuven (1982-1986)
- Postgraduaat Media- en Informatiekunde (1987-1988)

## Huidige programma's
- Klara Live